# Dieudonné Espoir Atangana
Dieudonné Espoir Atangana (* 20. März 1958 in Ngongo) ist ein kamerunischer Priester und Bischof von Nkongsamba.

## Leben
Dieudonné Espoir Atangana empfing am 21. Juni 1986 die Priesterweihe. Er wurde am 3. Juli 1987 in den Klerus des Bistums Obala inkardiniert. Papst Benedikt XVI. ernannte ihn am 26. Mai 2012 zum Bischof von Nkongsamba.
Die Bischofsweihe spendete ihm der Apostolische Nuntius in Kamerun und Äquatorialguinea, Piero Pioppo, am 14. Juli desselben Jahres; Mitkonsekratoren waren die Cornelius Fontem Esua, Erzbischof von Bamenda, und Roger Pirenne CICM, Erzbischof von Bertoua.